# Воробіївка (Озернянська сільська громада)
Воробі́́́ївка —  село в Україні, у Озернянській сільській громаді Тернопільського району Тернопільської області. До 2020 року підпорядковане Висиповецькій сільській раді. Розташоване на річці Нестерівка, на заході району. 
Населення — 254 особи (2003).

## Історія
1 серпня 1934 року в рамках реформи на підставі нового закону про самоуправління (23 березня 1933 року) село увійшло до новоствореної сільської гміни Цебрів (Тернопільський повіт Тернопільського воєводства).
12 червня 2020 року, відповідно до розпорядження Кабінету Міністрів України № 724-р «Про визначення адміністративних центрів та затвердження територій територіальних громад Тернопільської області» увійшло до складу Озернянської сільської громади.
19 липня 2020 року, в результаті адміністративно-територіальної реформи та ліквідації Зборівського району, село увійшло до складу Тернопільського району.

## Пам'ятки
Є греко-католицька церква Воскресіння Господнього (1992).

## Пам'ятники
Могила воякам УПА.

## Соціальна сфера
Нічого немає

## Галерея

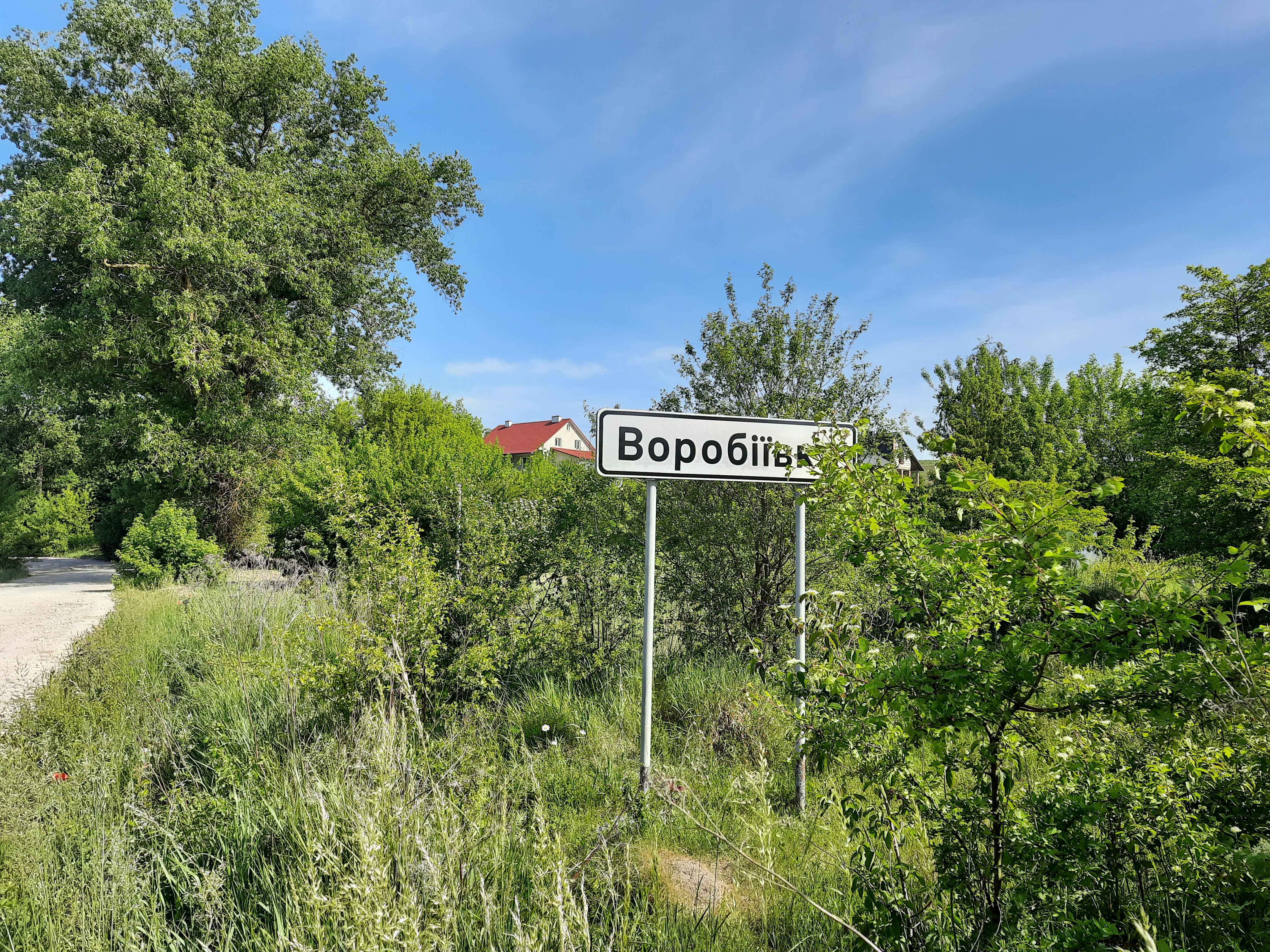
Дорожній знак при в'їзді в село
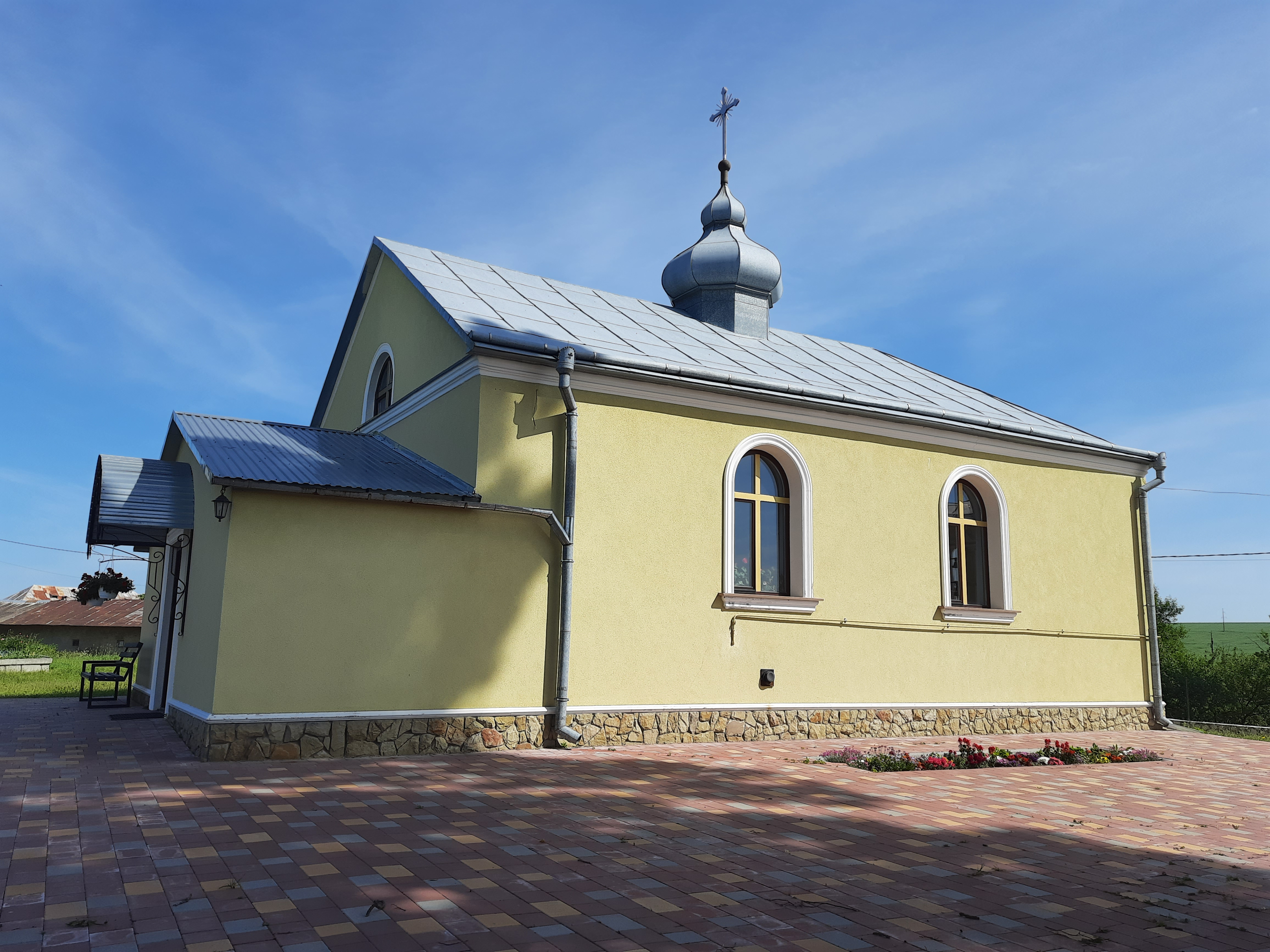
Церква Воскресіння Господнього
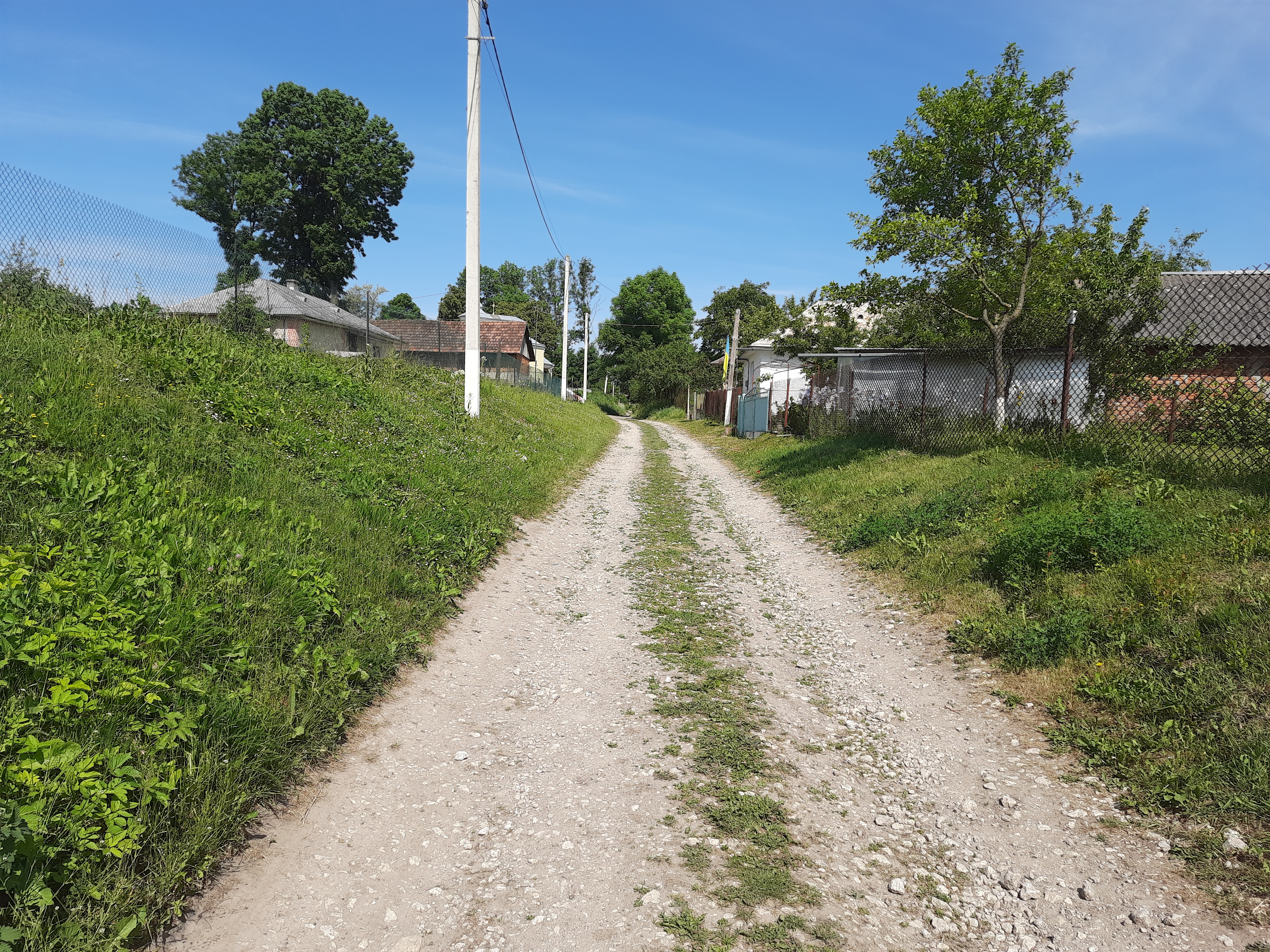
Сільська вулиця
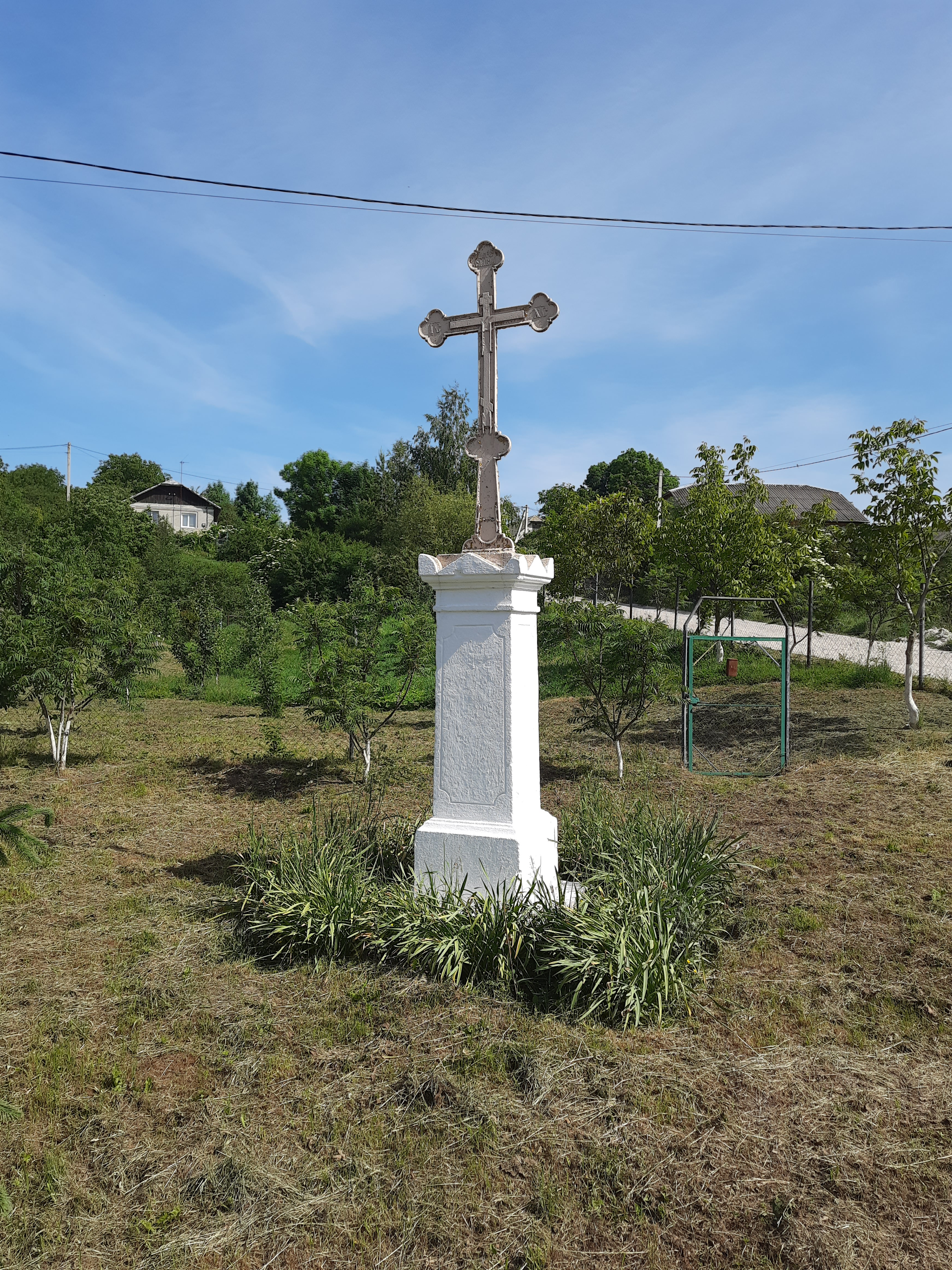
Пам'ятний хрест
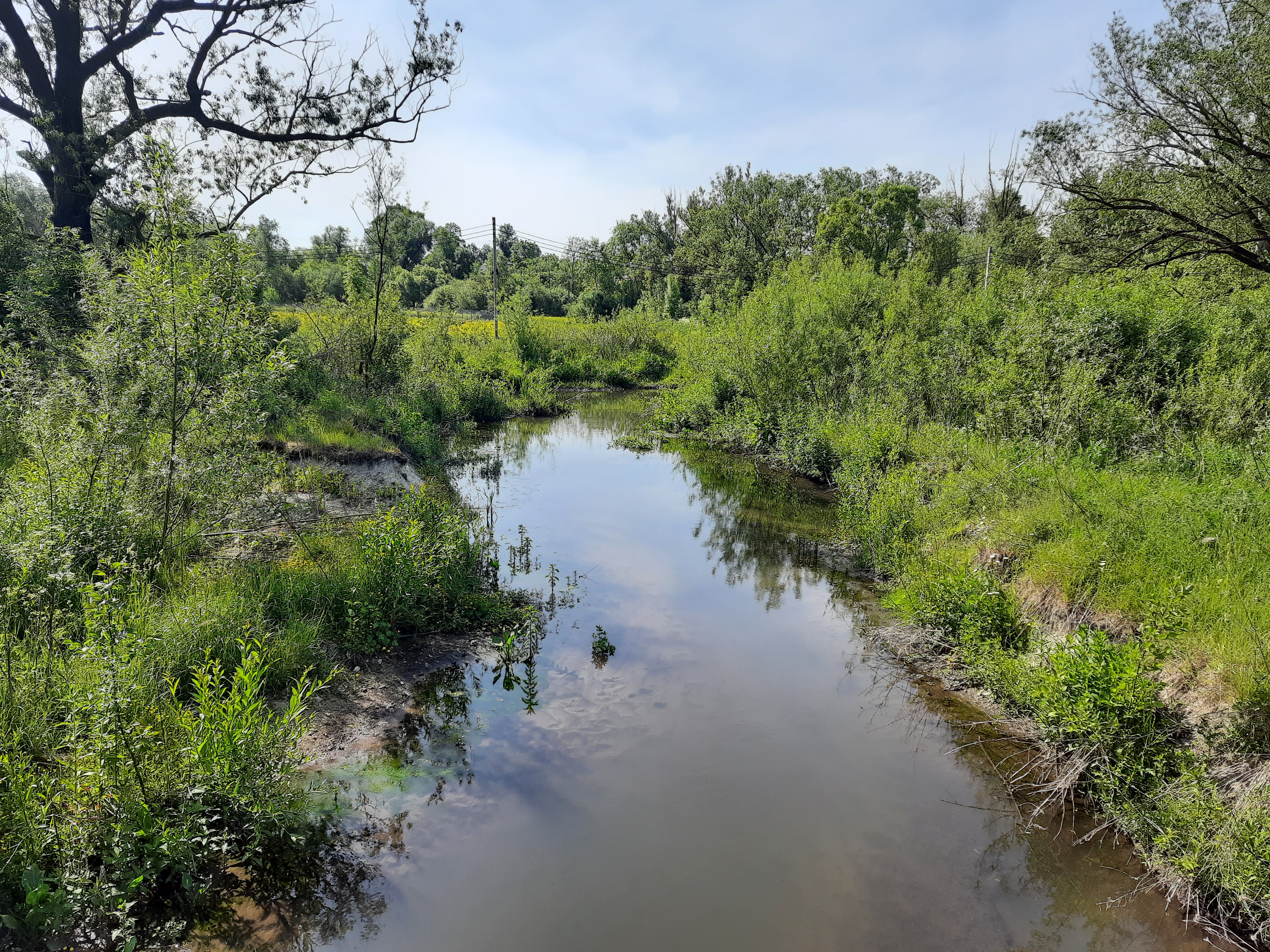
Річка Нестерівка біля села